# L'arbore di Diana
L'arbore di Diana è un'opera buffa in due atti con musica di Vicente Martín y Soler su libretto scritto da Lorenzo Da Ponte nel periodo in cui lavorava anche ai libretti del Don Giovanni di Wolfgang Amadeus Mozart e del Tarare di Antonio Salieri.

## Storia
L'opera venne rappresentata per la prima volta il 1º ottobre 1787 in occasione delle nozze della nipote di Giuseppe II, l'arciduchessa María Teresa d'Austria, con il principe Antonio di Sassonia. L'opera ottenne un successo strepitoso e circa 70 rappresentazioni al Burgtheater di Vienna fra il 1787 e il 1792. Successivamente, però, il repertorio operistico di Martín è caduto nell'oblio. 
Quest'opera viene infatti eseguita raramente al giorno d'oggi: secondo le statistiche di Operabase è stata rappresentata solo 4 volte nel periodo 2005-2010 (una delle quali durante la stagione 2007-2008 al Teatro di Bielefeld, in Germania, e altre due in terra spagnola). In compenso l'opera è stata incisa di recente da diverse case discografiche.

## Personaggi
| Personaggio | Tessitura    | Prima rappresentazione 1º ottobre 1787 |
| ----------- | ------------ | -------------------------------------- |
| Amore       | soprano      | Luisa Laschi-Mombelli                  |
| Diana       | soprano      | Anna Morichelli Bosello                |
| Doristo     | basso        | Stefano Mandini                        |
| Endimione   | tenore       | Vincenzo Calvesi                       |
| Silvio      | basso        | Nicolò del Sole                        |
| Britomarte  | soprano      |                                        |
| Chloe       | contralto    |                                        |
| Clizia      | mezzosoprano |                                        |

## Trama
Le fonti mitologiche dell'opera sono fondamentali per capire il libretto dapontiano. Diana, la protagonista, equivalente nell'antica Roma dell'Artemide greca, sorella gemella di Apollo, è la dea della caccia, dei boschi e, come sottolinea quest'opera, della castità. Tuttavia, secondo una leggenda, Diana si innamorò del pastore Endimione: proprio su questo avvenimento si basa l'opera, che è un inno alla libertà sessuale e alle gioie dell'amore libero contro i bigotti e i conservatori. Una commedia erotica, dunque, dal momento che lo stesso Da Ponte definì il libretto "voluttuoso senza essere lascivo".